# Ian McShane
Ian David McShane (n. 29 septembrie 1942, Blackburn, Anglia, Regatul Unit) este un actor englez. Este cel mai cunoscut pentru rolurile sale de televiziune, mai ales pentru rolul principal din Lovejoy (1986–1994), ca Al Swearengen în Deadwood (2004–2006), Tai Lung în Kung Fu Panda (2008), ca Blackbeard în filmul Pirații din Caraibe: Pe ape și mai tulburi sau ca dl. Miercuri în serialul Starz Zei americani.

## Filmografie

### Film
| An   | Titlu                                       | Rol                  | Note                   |
| ---- | ------------------------------------------- | -------------------- | ---------------------- |
| 1962 | The Wild and the Willing                    | Harry Brown          |                        |
| 1965 | The Pleasure Girls                          | Keith Dexter         |                        |
| 1966 | Sky West and Crooked                        | Roibin               |                        |
| 1967 | Wuthering Heights                           | Heathcliff           |                        |
| 1969 | Dacă e marți, e Belgia                      | Charlie Cartwright   |                        |
| 1969 | Battle of Britain                           | Sgt. Pilot Andy      |                        |
| 1970 | Pussycat, Pussycat, I Love You              | Fred C. Dobbs        |                        |
| 1970 | Tam-Lin                                     | Tom Lynn             |                        |
| 1971 | Freelance                                   | Mitch                |                        |
| 1971 | Villain                                     | Wolfe Lissner        |                        |
| 1972 | Left Hand of Gemini                         | Unknown              |                        |
| 1972 | Sitting Target                              | Birdy Williams       |                        |
| 1973 | The Last of Sheila                          | Anthony              |                        |
| 1975 | Ransom                                      | Ray Petrie           |                        |
| 1975 | Journey into Fear                           | Banat                |                        |
| 1977 | Code Name: Diamond Head                     | Sean Donovan         |                        |
| 1979 | The Great Riviera Bank Robbery              | The Brain            |                        |
| 1979 | The Fifth Musketeer                         | Fouquet              |                        |
| 1979 | Yesterday's Hero                            | Rod Turner           |                        |
| 1981 | Cheaper to Keep Her                         | Dr. Alfred Sunshine  |                        |
| 1983 | Exposed                                     | Greg Miller          |                        |
| 1985 | Ordeal by Innocence                         | Philip Durant        |                        |
| 1985 | Too Scared to Scream                        | Vincent Hardwick     |                        |
| 1985 | Torchlight                                  | Sidney               |                        |
| 1987 | Grand Larceny                               | Flanagan             |                        |
| 1999 | Babylon 5: The River of Souls               | Robert Bryson, Ph.D. |                        |
| 2000 | Sexy Beast                                  | Teddy Bass           |                        |
| 2002 | Bollywood Queen                             | Frank                |                        |
| 2003 | Agent Cody Banks                            | Dr. Brinkman         |                        |
| 2003 | Nemesis Game                                | Jeff Novak           |                        |
| 2005 | Nine Lives                                  | Larry                |                        |
| 2006 | Scoop                                       | Joe Strombel         |                        |
| 2006 | We Are Marshall                             | Paul Griffen         |                        |
| 2007 | Shrek the Third                             | Captain Hook         | Voce                   |
| 2007 | Hot Rod                                     | Frank Powell         |                        |
| 2007 | The Seeker                                  | Merriman Lyon        |                        |
| 2007 | The Golden Compass                          | Ragnar Sturlusson    |                        |
| 2008 | Kung Fu Panda                               | Tai Lung             | Voce                   |
| 2008 | Death Race                                  | Antrenor             |                        |
| 2009 | Coraline                                    | Mr. Bobinsky         | Voce                   |
| 2009 | Case 39                                     | Detectiv Mike Barron |                        |
| 2009 | 44 Inch Chest                               | Meredith             | Și producător executiv |
| 2010 | The Sorcerer's Apprentice                   | Narator              | Nemenționat            |
| 2011 | Pirates of the Caribbean: On Stranger Tides | Blackbeard           |                        |
| 2012 | Snow White and the Huntsman                 | Beith                |                        |
| 2013 | Jack the Giant Slayer                       | King Brahmwell       |                        |
| 2014 | Cuban Fury                                  | Ron Parfitt          |                        |
| 2014 | Hercules                                    | Amphiaraus           |                        |
| 2014 | John Wick                                   | Winston              |                        |
| 2014 | El Niño                                     | El Inglés            |                        |
| 2015 | Bolden!                                     | Judge Perry          |                        |
| 2015 | Bilal                                       | Umayya               | Voce                   |
| 2016 | Grimsby                                     | MI6 Head             |                        |
| 2016 | The Hollow Point                            | Leland               |                        |
| 2017 | John Wick: Chapter 2                        | Winston              |                        |
| 2017 | Jawbone                                     | Joe Padgett          |                        |
| 2017 | Pottersville                                |                      | Post-producție         |
| 2019 | John Wick: Chapter 3                        | Winston              |                        |
| 2019 | Deadwood: The Movie                         | Al Swearengen        |                        |
| 2023 | John Wick: Chapter 4                        | Winston              |                        |

### Televiziune
| An        | Titlu                               | Rol                              | Note                                     |
| --------- | ----------------------------------- | -------------------------------- | ---------------------------------------- |
| 1964      | Spanner in the Grass Works          | Frank Barnes                     |                                          |
| 1966      | You Can't Win                       | Joe Lunn                         | 7 episoade                               |
| 1967      | Wuthering Heights                   | Heathcliff                       | 4 episoade                               |
| 1972      | Whose Life Is It Anyway?            | Ken Harrison                     | Teatru TV                                |
| 1975      | Space: 1999                         | Anton Zoref                      | Episodul: "Force of Life"                |
| 1975      | The Lives of Jenny Dolan            | Saunders                         | Film TV                                  |
| 1976      | The Fantastic Journey               | Sir James Camden                 | Episodul: "The Fantastic Journey"        |
| 1977      | Roots                               | Sir Eric Russell                 | Episodul: "Part Nine"                    |
| 1977      | Isus din Nazaret                    | Iuda Iscarioteanul               | 2 episoade                               |
| 1978      | Will Shakespeare                    | Christopher Marlowe              | Episodul: "Dead Shepherd"                |
| 1978      | Disraeli                            | Benjamin Disraeli                | 4 episoade                               |
| 1978      | The Pirate                          | Rashid                           | Film TV                                  |
| 1980      | Armchair Thriller                   | Curtis                           | 4 episoade                               |
| 1981–1982 | Magnum, P.I.                        | David Norman / Edwin Clutterbuck | 2 episoade                               |
| 1982      | Marco Polo                          | Ali Ben Yussouf                  | 2 episoade                               |
| 1983      | Bare Essence                        | Niko Theophilus                  | 11 episoade                              |
| 1983      | Grace Kelly                         | Prince Rainier of Monaco         | Film TV                                  |
| 1985      | Evergreen                           | Paul Lerner                      | 3 episoade                               |
| 1985      | A.D.                                | Sejanus                          | 5 episoade                               |
| 1985      | Braker                              | Alan Roswell                     | Television film                          |
| 1986      | American Playhouse                  | Willy Wax                        | Episodul: "Rocket to the Moon"           |
| 1986–1994 | Lovejoy                             | Lovejoy                          | 72 de episoade                           |
| 1987      | Miami Vice                          | Esteban Montoya                  | Episodul: "Knock, Knock... Who's There?" |
| 1988      | War and Remembrance                 | Philip Rule                      | 8 episoade                               |
| 1989      | Dallas                              | Don Lockwood                     | 13 episoade                              |
| 1989      | Minder                              | Jack Last                        | Episodul: "The Last Video Show"          |
| 1989      | Miami Vice                          | Gen. Manuel Borbon               | Episodul: "Freefall"                     |
| 1989      | Dick Francis Mysteries: Blood Sport | David Cleveland                  | Film TV                                  |
| 1989      | Dick Francis Mysteries: Twice Shy   | David Cleveland                  | Film TV                                  |
| 1990      | Perry Mason                         | Andre Marchand                   | Film TV                                  |
| 1990      | Columbo                             | Leland St. John                  | Episodul: "Rest in Peace, Mrs. Columbo"  |
| 1996      | Madson                              | John Madson                      | 6 episoade                               |
| 1997      | The Naked Truth                     | Leland Banks                     | 2 episoade                               |
| 2002      | The West Wing                       | Nikolai Ivanovich                | Episodul: "Enemies Foreign and Domestic" |
| 2002      | In Deep                             | Jamie Lamb                       | 2 episoade                               |
| 2003      | Trust                               | Alan Cooper-Fozzard              | 6 episoade                               |
| 2003      | The Twilight Zone                   | Dr. Chandler                     | Episodul: "Cold Fusion"                  |
| 2004–2006 | Deadwood                            | Al Swearengen                    | 36 episoade                              |
| 2008      | SpongeBob SquarePants               | Gordon                           | Voce Episodul: "Dear Vikings"            |
| 2009      | Kings                               | King Silas Benjamin              | 12 episoade                              |
| 2010      | The Pillars of the Earth            | Waleran Bigod                    | 8 episoade                               |
| 2010      | Kung Fu Panda Holiday Special       | Tai Lung                         | Voce Film TV                             |
| 2012      | American Horror Story: Asylum       | Leigh Emerson                    | 2 episoade                               |
| 2015      | Ray Donovan                         | Andrew Finney                    | 9 episoade                               |
| 2016      | Doctor Thorne                       | Sir Roger Scatcherd              | 3 episoade                               |
| 2016      | Game of Thrones                     | Ray                              | Episodul: "The Broken Man"               |
| 2017      | American Gods                       | Mr. Wednesday                    | 6 episoade                               |

## Premii și nominalizări
| An   | Premiu                                | Categorie                                                 | Lucrate nominalizată                        | Rezultat     |
| ---- | ------------------------------------- | --------------------------------------------------------- | ------------------------------------------- | ------------ |
| 2004 | Television Critics Association Awards | Individual Achievement in Drama                           | Deadwood                                    | Câștigat     |
| 2005 | Golden Globe Awards                   | Best Actor – Television Series Drama                      | Deadwood                                    | Câștigat     |
| 2005 | Gotham Awards                         | Best Ensemble Cast                                        | Nine Lives                                  | Nominalizare |
| 2005 | Primetime Emmy Awards                 | Outstanding Lead Actor in a Drama Series                  | Deadwood                                    | Nominalizare |
| 2005 | Satellite Awards                      | Best Actor – Television Series Drama                      | Deadwood                                    | Nominalizare |
| 2005 | Television Critics Association Awards | Individual Achievement in Drama                           | Deadwood                                    | Nominalizare |
| 2006 | Screen Actors Guild Awards            | Outstanding Performance by a Male Actor in a Drama Series | Deadwood                                    | Nominalizare |
| 2007 | Screen Actors Guild Awards            | Outstanding Performance by an Ensemble in a Drama Series  | Deadwood                                    | Nominalizare |
| 2009 | Annie Awards                          | Best Voice Acting in an Animated Featured Production      | Kung Fu Panda                               | Nominalizare |
| 2010 | San Diego Film Critics Society Awards | Best Cast                                                 | 44 Inch Chest                               | Câștigat     |
| 2010 | Satellite Awards                      | Best Actor – Miniseries or Television Film                | The Pillars of the Earth                    | Nominalizare |
| 2011 | Golden Globe Awards                   | Best Actor – Miniseries or Television Film                | The Pillars of the Earth                    | Nominalizare |
| 2011 | Golden Nymph Awards                   | Outstanding Actor in a Miniseries                         | The Pillars of the Earth                    | Nominalizare |
| 2011 | Teen Choice Awards                    | Choice Movie: Villain                                     | Pirates of the Caribbean: On Stranger Tides | Nominalizare |
| 2016 | Gold Derby TV Awards 2016             | Best Drama Guest Actor                                    | Game of Thrones                             | Nominalizare |